# Tecnologia agroalimentària
La tecnologia alimentària és la part de la indústria encarregada de l'elaboració, transformació, preparació, conservació i envasament dels aliments de consum humà i animal. Les matèries primeres d'aquesta indústria se centra en els productes d'origen vegetal (agricultura), animal (ramaderia) i fúngic, principalment. El progrés d'aquesta indústria ens ha afectat en l'actualitat d'alimentació quotidiana, augmentant el nombre de possibles aliments disponibles en la dieta. L'augment de producció ha anat unit amb un esforç progressiu en la vigilància de la higiene i de les lleis alimentàries dels països intentant regular i unificar els processos i els productes.

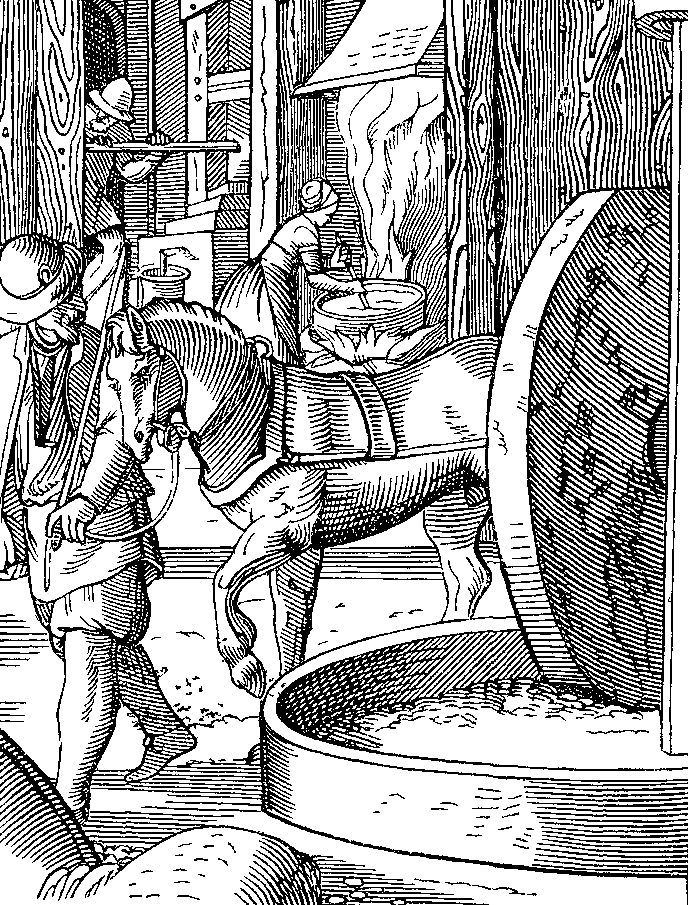
L'elaboració de l'oli d'oliva, gravat de J. Amman del.

## Els processos de fabricació
Encara que existeixi una gran diversitat de tècniques alimentàries els processos de fabricació poden classificar-se en sis diferents: manipulació dels aliments, emmagatzemament dels mateixos i de les primeres matèries, l'extracció de les seues propietats, l'elaboració fins a un producte final, l'envasament i la conservació dels aliments.

### Processos de manipulació
Els processos de manipulació humana dels aliments tendeixen a disminuir-se en la indústria alimentària, és freqüent veure elements en les factories que automatitzen els processos de manipulació.

### Processos d'emmagatzematge
L'emmagatzemament de primeres matèries està orientat a minimitzar l'efecte d'estacionalitat de certs productes alimentaris. Generalment solen emprar-se per a l'emmagatzemament en sitjas, magatzems preparats al tipus d'indústria específic (hermètics, a l'aire lliure, refrigerats, etc.), cambres frigorífiques, etc

## Processos d'extracció
Alguns aliments necessiten processos d'extracció, bé sia de polpes (en el cas de fruites), ossos, o líquids. Els processos industrials per a realitzar l'extracció poden ser la mitjançant la trituració de l'aliment, el picat o molta (cereals per al pa, les olives per a l'oli, etc.), extracció mitjançant calor (greixos, torrat del pa, etc.), assecat i filtrat, ocupació de dissolvents.

### Processos d'elaboració
Els processos habituals de l'elaboració d'aliments, tenen com a objecte la transformació inicial de l'aliment cru per a l'obtenció d'un altre producte distint i transformat, generalment més adequat per a la seua ingesta. Alguns dels processos d'elaboració tenen el seu fonament en la conservació de l'aliment
- Cocció. Sol emprar-se en l'elaboració de molts aliments d'origen carni,
- Destil·lació. És l'operació de separar, mitjançant vaporització i recondensación, els diferents components líquids o liquats d'una mescla, aprofitant els diferents punts d'ebullició (temperatures d'ebullició) de cadascuna de les substàncies heterogènies.
- Assecat, És tradicional el seu ús en peixs, així com en el de carn, amb motiu d'augmentar la seua conservació. En aquests casos el procés d'elaboració i de conservació coincideixen.
- Fermentació, mitjançant l'addicció de microorganismes (rent), és molt empleada en la indústria de les begudes: indústria del vi i en la indústria cervesera.

### Processos de conservació
Aquesta fase és vital en algun tipus de producció d'aliments, en part pel fet que els processos de conservació en la indústria alimentària tenen com a objecte la interrupció de l'activitat microbiana i prolongar la vida útil dels aliments. Per a això es té la possibilitat de treballar amb dues variants:
- Pasteurització.
- Esterilització antibiòtica. És un dels processos de conservació d'aliments més important, prolongant la vida útil de l'aliment considerablement. És potser el més antic d'ells.
- Esterilització per radiació. Entre elles es troba la radiació ionitzant empleada per al control d'envasos, així com la radiació de microones.
- Acció química

Alguns processos de conservació d'aliments pretenen no obstant això inhibir el desenrotllament dels microorganismes, tals són:
- Refrigeració. Procés de reducció i manteniment de la temperatura (a un valor menor a la del medi ambient) d'un objecte o espai. La reducció de temperatura es realitza extraient energia del cos, generalment reduint la seva energia tèrmica, el que contribueix a reduir la temperatura d'aquest cos.
- Deshidratació. És la pèrdua excessiva d'aigua i sals minerals d'un cos. Pot produir-se per estar en una situació de molta calor (sobretot si hi ha molta humitat), exercici intens, falta de beguda o una combinació d'aquests factors. També passa en aquelles malalties on està alterat el balanç hidroelectrolític. Bàsicament, això es dona per falta d'ingestió o per excés d'eliminació

### Processos d'envasament
La crisi de l'aigua i l'impacte que causa la indústria d'embotellatge, L'aigua és cada dia més escassa i costosa, les activitats en una indústria de begudes, requereixen considerable quantitat d'aquest recurs. Hi ha innumerables estimacions sobre quants litres d'aigua es necessiten per a produir un litre de gasosa. Xifres procedents de plantes embotelladores d'altres països indiquen que el número òptim és 2,1 litres d'Aigua per cada litre de beguda embotellada; encara que normalment fluctua entre 2,2 a 2,4 litres d'aigua per cada litre de beguda embotellada.
En una embotelladora es manegen diferents tipus d'aigua industrial segons el seu ús: D'aqüeducte, és la primera matèria per a tractar-la i convertir-la en aigua d'embotellatge, Les aigües d'aquest procés fan part del producte acabat i són aigües potables per al consum humà i que compleixen estàndards internacionals d'aigües d'embotellatge (American Wather Work Asociation). És la més important dins de les altres. Aigua crua de pou, Se sotmet a tractaments fisicoquímics per a convertir-la en aigües de serveis generals, per a refrigeració de maquinària i equips, Aigua recuperada dels processos de llavat de botelles, de filtres d'arena i de sanejaments d'equips. També es compta amb aigua suavitzada que s'utilitza per a llavat de botelles retornables i refrigeració d'equips auxiliars per a la generació d'aire i de refrigeració. Un altre tipus d'aigua és el que s'utilitza per a serveis generals : banys i jardins. Es recupera aigua dels processos de llavat de botelles, de neteja la qual es tracta i es reutilitza en prellavat de botelles i per a llavar pisos de cellers.

## Sectors de la indústria
Generalment la indústria alimentària s'ha considerat com un conjunt d'indústries que consisteix en:
- Indústria càrnia
- Indústria pesquera
- Indústria làctia
- Indústria avícola
- Aigües i begudes analcohòliques
- Altres productes diversos

### Indústria càrnia
Aquest tipus d'indústria alimentària treballa amb les primeres matèries de la carn procedent del sacrifici de bestiar per al consum humà del porcí, el bestiar vaquí, principalment. En algunes ocasions també el bestiar equí i els camells. L'escorxador és l'element inicial del procés d'elaboració i els seus procés específics són el sacrifici i el desossat, els treballadors d'aquesta indústria, independentment del tipus de carn, solen estar molt especialitzats en l'especejament de les carns. Part de la carn es dedica directament al consum humà, i part es porta a altres indústries de processament d'embotits diversos, fumat, enllandat, menjar d'animals.

### Indústria pesquera
La indústria pesquera té com a primera matèria tots aquells productes provinents del mar, es tracta d'una indústria amb una mà d'obra molt especialitzada i que és local a les costes, ports marítims, vies fluvials de cada país. Amb l'esdeveniment dels anys s'ha anat industrialitzant i avui en dia es considera inclús el cultiu de certes espècies en el que es denomina piscifactorias.

### Indústria làctia
La indústria làctia té com a matèria primera la llet procedent dels animals, es tracta d'un dels aliments més bàsics de la humanitat. La indústria làctia té com a primera restricció manipular la llet per davall dels 7 °C i el termini d'emmagatzemament no ha de ser superior a tres dies. Els processos específics d'aquesta indústria són el desnatat i la pasteurització (calfament a una temperatura de 72 °C durant un interval de 15 segons). Part de la llet es dedica a la ingesta com a líquid i de llet en pols, a l'elaboració de formatges, mantegas i margarina.

### Indústria avícola
La indústria avícola té com a matèria primera l'ocupació d'aus cures en granges.

### Indústria de les begudes
La indústria de les begudes té com a objecte l'elaboració i envasament de les begudes en general. Està molt diversificada aquesta indústria degut a la gran varietat de begudes que aborda, no obstant els processos són generalment els mateixos: una primera fase de recol·lecció de grans (ordi, cacau, te, etc.) que empra una mà d'obra poc especialitzada, i després una sèrie de processos automàtics que requereix mà d'obra semiespecializada
la característiques de les begudes fa que es componga de dues categories principals:
- Begudes alcohòliques.
  - La indústria els licors destil·lats.
  - La indústria vitivinícola.
  - La fabricació de la cervesa.

- Begudes no alcohòliques.
  - L'embotellament i envasament d'aigua i begudas refrescants.
  - La fabricació de xarops de begudes refrescants.
  - Embotellat, enllandat i envasament en caixes de sucs de fruites.
  - Indústria del cafè.
  - La indústria del te.

## Educació en aliments
La indústria alimentària o agroalimentària requereix professionals preparats per la qual cosa la instrucció i formació entorn de l'àrea d'aliments en les seues diverses modalitats i nivells s'ha dividit en cinc grans àrees d'especialitat, Química i Anàlisi d'aliments (QAA), Innocuïtat i microbiologia alimentària (IAM), Enginyeria d'aliments (IA) i Tecnologia d'Aliments (TA), complementada amb una sèrie de ferramentes per a l'èxit (HPE) (Morgan, Ismail, and Hayes, JFSE Vol.5 2006) (Membres ANIIA DITD 2005).